# Ковдозеро
Ко̀вдо̀зеро (Ковд-езеро, Ковза, Ковдо-езеро) е езеро в Европейската част на Русия, Мурманска област.
С площ от 294 km² е 4-то по големина езеро в Мурманска област и 42-ро в Русия.
Езерото Ковдозеро е разположено в южната част на Мурманска област на 37 m н.в. и принадлежи към водосборния басейн на Бяло море.
Котловината на езерото е с ледниково-тектонски произход. Ковдозеро има сложна форма с дължина 48 km и максимална ширина 23 km. Има силно разчленена брегова линия с множество заливи, полуострови и острови (над 580 острова с обща площ от 70 km2). Бреговете му са предимно ниски, заблатени и обрасли с гъсти иглолистни гори. Срещат се и възвишения и скалисти брегове покрити с камъни и чакъл.
През 1955 г. в района на посьолок Зеленоборски, при североизточния ъгъл на езерото е изградена преградна стена. В резултата на това се образува Княжегубското водохранилище, което увеличава площта на езерото двойно, от 294 km² на 608 km². Средната му дълбочина става 11 m, максималната 56 m, а обемът 3,7 km3.
Водосборният басейн на Ковдозеро е сравнително голям – 25 900 km2. В него се вливат множество малки и къси реки. От източния му ъгъл изтича река Ковда, която при село Ковда се влива в Кандалакшкия залив на Бяло море.
Подхранването на езерото е снежно-дъждовно. Ковдозеро замръзва в края на октомври или началото на ноември, а се размразява през втората половина на май. Почти през цялата година температурата на водата е ниска. Тя е чиста, слабо минерализирана и добре наситена с кислород.
На североизточния бряг на Ковдозеро е разположено селището от градски тип Зеленоборски, а на западния бряг – селата Кирки и Ковдозеро. Богато на риба.

## Топографски карти
- Лист от карта Q-36-VII,VIII Зареченск. Мащаб: 1 : 200 000. Указать дату выпуска/состояния местности.
- Лист от карта Q-36-IX,X Кандалакша. Мащаб: 1 : 200 000. Указать дату выпуска/состояния местности.
- Лист от карта Q-36-XIII,XIV Зашеек. Мащаб: 1 : 200 000. Указать дату выпуска/состояния местности.
- Лист от карта Q-36-XV,XVI Лоухи. Мащаб: 1 : 200 000. Указать дату выпуска/состояния местности.